# Pinus taiwanensis
Pinus taiwanensis (Сосна Тайванська, або Тайванська червона сосна) — вид роду сосна родини соснових.
Є близьким родичем для Pinus luchuensis та Pinus hwangshanensis.

## Опис

### Морфологія
Стовбур
Це велике дерево з горизонтальними гілками. Простягається у висоту до 35 м і 80 см в діаметрі.
Кора
Кора має тріщини, так як і на гілках. Хвоя зібрана по двоє в пучку 8–11 см завдовжки.
Шишка
Шишки яйцеподібної форми, довжиною 6–7 см. Насіння крилате, довжиною крила 15–18 мм.
Вид як...
Цей вид відрізняється від Pinus luchuensis короткими голками, більше каналів смоли, більше шишок, тонка кора головного мозку.

## Біології та екології
Два судинних пучків в листі. Стійкі піхвами листків. Смоляних каналів в хвої основному містять четверті листя напівкруглі у перетині.
Вид поширений в середині діапазону 750–3500 м висоти часто утворює моноспеціфіческіх лісу на великих площах.
Це відбувається в змішаних хвойних лісах, найбільш поширені на висотах 1900-2400 м над рівнем моря.

## Поширення
Країни зростання: зустрічається тільки на Тайвані.